# Kai Khosrov d'Iméréthie
 (août 2015).
Si vous disposez d'ouvrages ou d'articles de référence ou si vous connaissez des sites web de qualité traitant du thème abordé ici, merci de compléter l'article en donnant les références utiles à sa vérifiabilité et en les liant à la section « Notes et références ».
Kai Khosrov d’Iméréthie  (mort en 1805) est prince Abaschidzé de 1757 à 1805 et prétendant au trône d’Iméréthie en 1784.

## Biographie
Kai-Khosrov Abaschizé est le fils aîné de Léon Abaschidzé, l’ancien régent de facto d’Iméréthie de 1707 à 1725, et de la princesse Tinatin, une fille de Zaal Sidamoni de la famille des ducs d'Aragvi. Il est par son père le petit-fils de Georges Abaschidzé, le « faiseur de rois », lui-même roi d’Iméréthie sous le nom de Georges VI d'Iméréthie.
Pendant les troubles qui suivent la disparition du roi Salomon Ier, dont il a épousé en 1768 une fille, Darie, il s’autoproclame roi d’Iméréthie en opposition aux deux prétendants au trône David II, le cousin du défunt, et le prince David, futur Salomon II, qui est l’héritier désigné. Sa tentative ne trouve aucun écho dans la population ni dans la noblesse, dont la fidélité se partage entre les deux candidats légitimes  Bagration au trône.
Kai-Khosro est rapidement éliminé et il doit se réfugier dans l'Empire ottoman.

## Postérité
De son union, Kai Khosrov Abaschidzé laisse plusieurs enfants, dont :
- Ioané Abaschidzé, candidat au trône d’Iméréthie en 1820. Capturé par les Russes, il se réfugie dans l'Empire ottoman mais il est finalement tué en 1822.

## Source
- (en) « Princes Abaschidzé, page 1 » (consulté le 27 janvier 2018)